# Síndrome do túnel cárpico
Síndrome do túnel cárpico (STC) é uma condição médica causada pela compressão do nervo mediano no ponto em que passa pelo túnel cárpico do pulso. Os sintomas mais comuns são dor, falta de sensibilidade, formigueiro nos dedos polegar, indicador, e do lado do polegar do dedo anelar. Os sintomas geralmente começam-se a manifestar de forma gradual e durante a noite. Em alguns casos a dor pode-se espalhar para o braço. Após um longo período de tempo, o desgaste dos músculos na base do polegar pode causar diminuição da força necessária para agarrar objetos. Em mais da metade dos casos, ambos lados são afetados.
Entre os fatores de risco estão a obesidade, trabalho repetitivo com o pulso, gravidez e artrite reumatoide. Existem alguns indícios de que o hipotiroidismo aumenta o risco. Existe também uma associação ligeira da diabetes com a STC A utilização da pílula contraceptiva não influencia o risco. Entre os tipos de trabalho repetitivo mais associados à condição estão o trabalho ao computador, trabalho com ferramentas vibratórias e trabalho que requer força para agarrar objetos. Suspeita-se de diagnóstico com base nos sinais e sintomas, podendo ser confirmado com eletrodiagnóstico. Quando se verifica desgaste muscular na base do dedo polegar, o diagnóstico é provável.
O exercício físico pode diminuir o risco de STC. Os sintomas podem ser aliviados com a utilização de uma tala imobilizadora do pulso ou com injeções de corticosteroides. A administração de anti-inflamatórios não esteroides ou gabapentina não aparenta ter utilidade. A cirurgia de corte do ligamento transverso do carpo é eficaz, tendo melhores resultados no prazo de um ano em comparação com opções não cirúrgicas, e não sendo necessária a utilização de talas imobilizadoras após a cirurgia. Não há evidências científicas que apoiem a eficácia da magnetoterapia.
Cerca de 5% das pessoas nos Estados Unidos têm síndrome do túnel cárpico. A condição tem geralmente início em adulto e afeta mais mulheres do que homens. Até 33% das pessoas melhoram no prazo de um ano sem tratamento específico. A STC foi descrita pela primeira vez nos anos que se seguiram à II Guerra Mundial, sendo anteriormente conhecida por uma série de nomes diferentes.